# Schokker (schip)

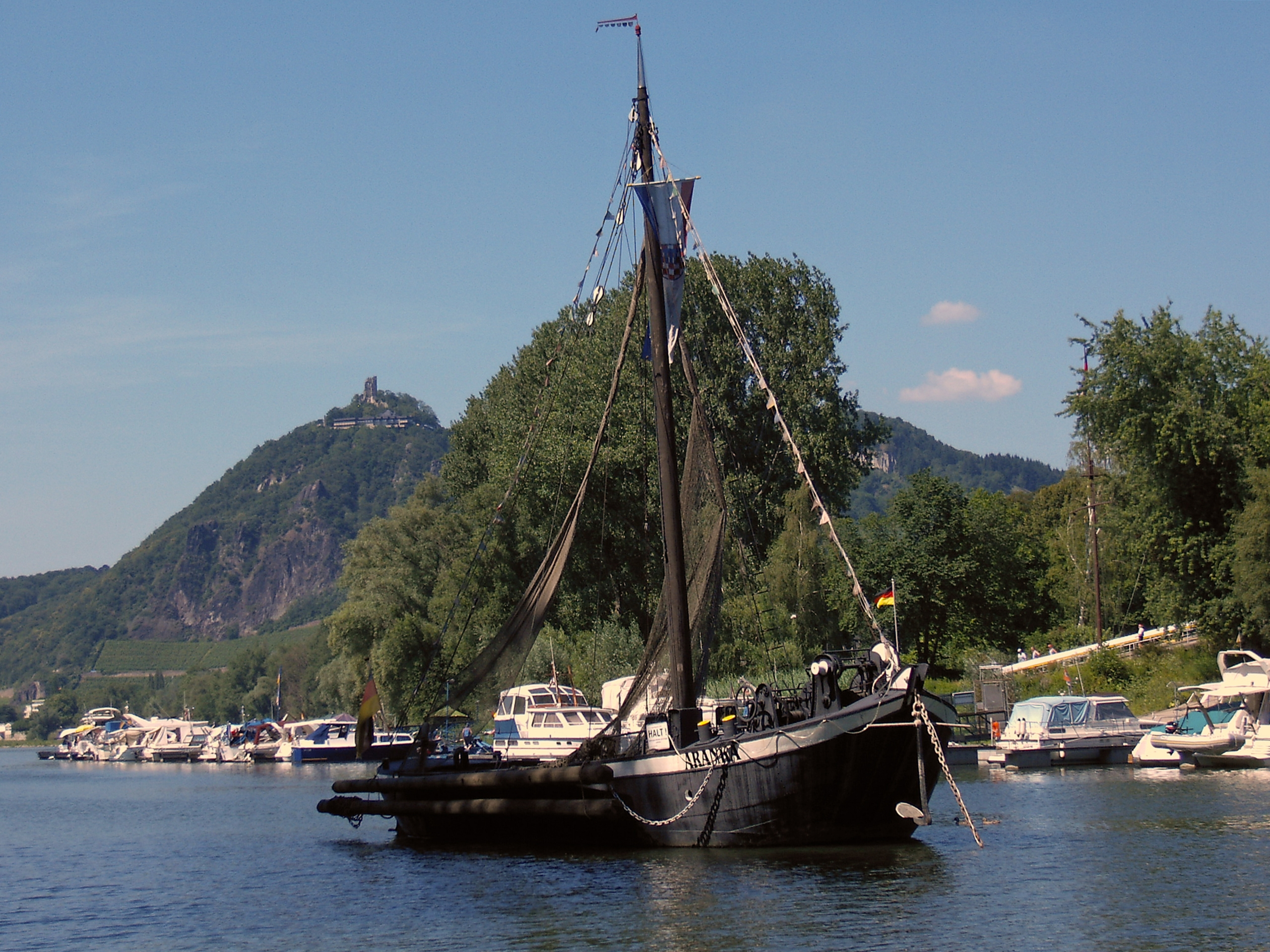
Duitse Aalschokker bij Bad Honnef

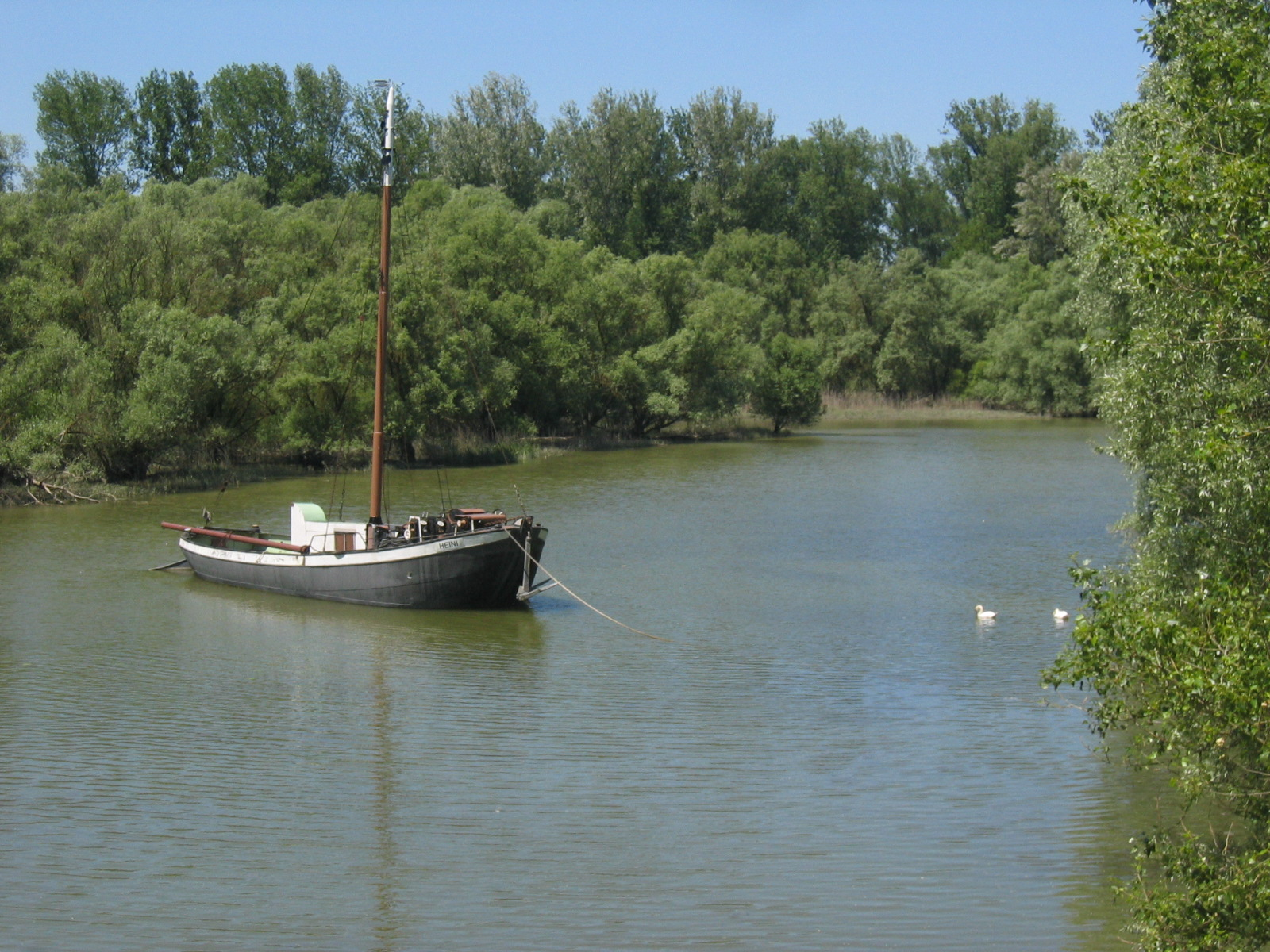
Duitse Aalschokker op de Altrhein bij Rastatt

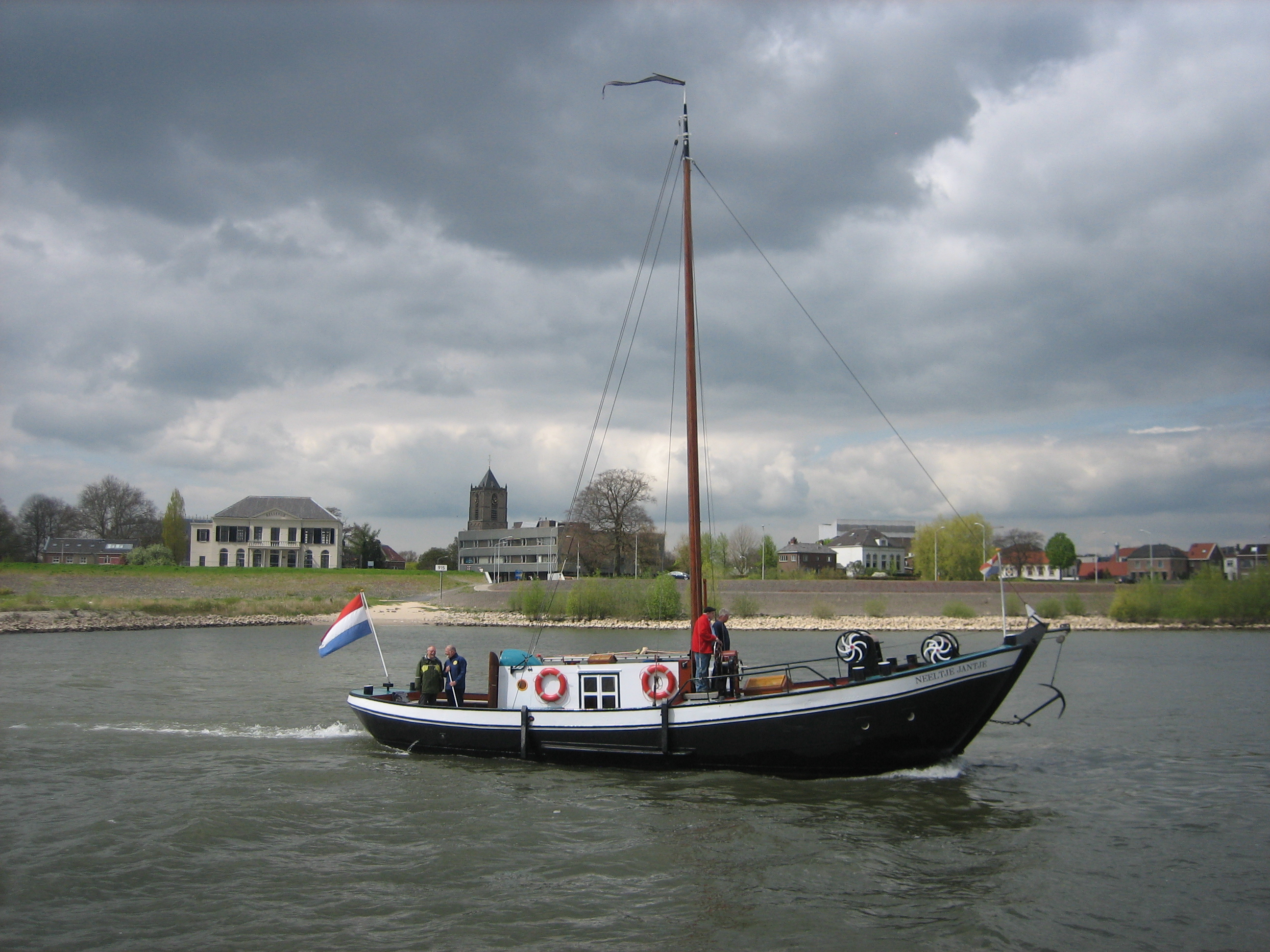
Waalschokker Neeltje Jantje op de Waal bij Tiel

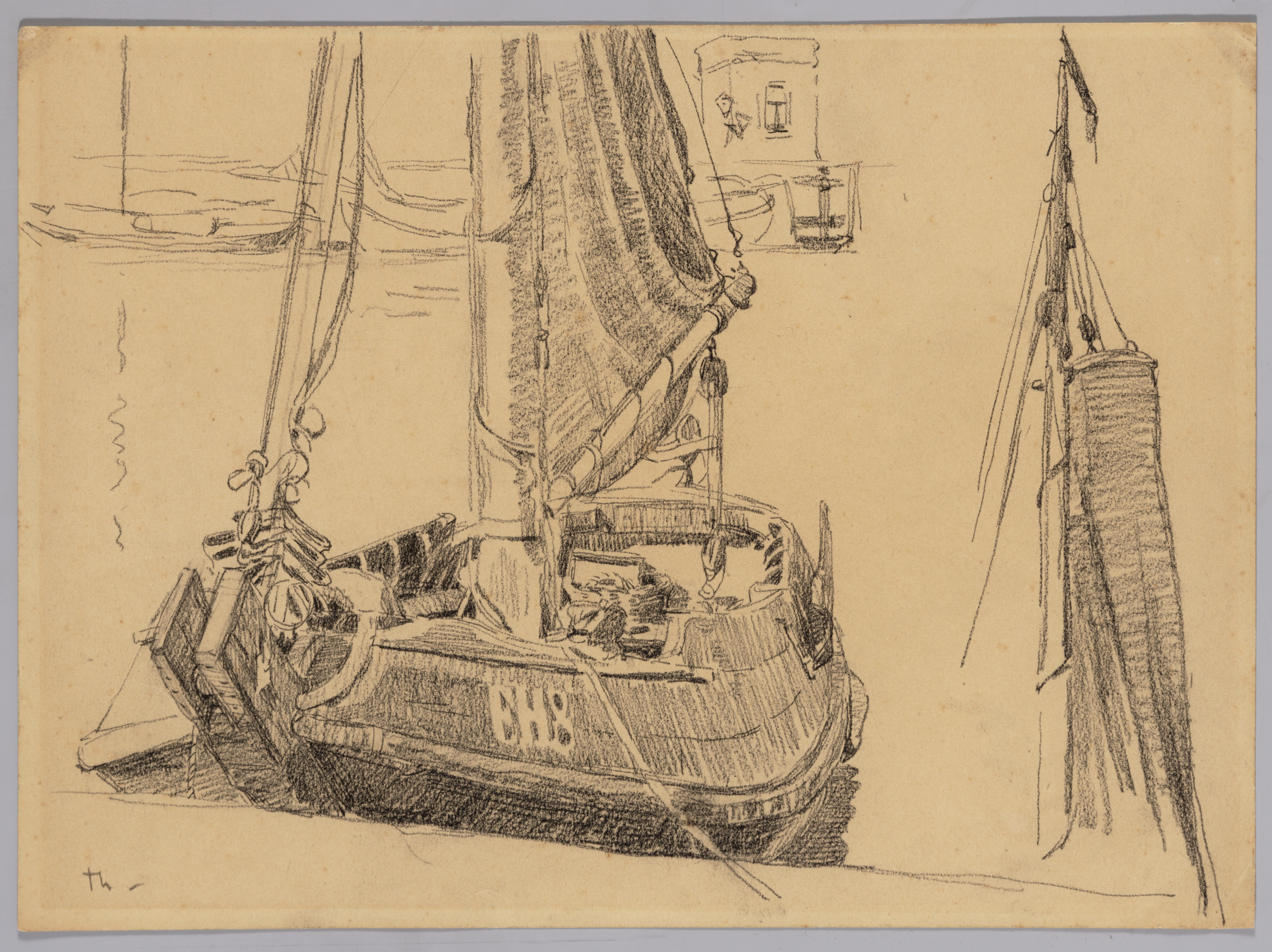
W.B. Tholen, Bons EH8, Collectie Zuiderzeemuseum

De schokker is een historisch scheepstype uit Nederland.
Het werd aan de oostzijde van de Zuiderzee ontwikkeld en was een schip met een zeil en een bun. Het schip was een doorontwikkeling van de zeegaande punter, speciaal geschikt gemaakt voor de visserij op grotere wateren zoals de Zuiderzee en de rivieren.
Volgens het Van Dale Etymologisch Woordenboek is de naam schokker afgeleid van de naam van het eiland Schokland. Vast staat dat er al voor het jaar 1800 schokkers op de Zuiderzee voeren, want de bekende schepenschilder Gerrit Groenewegen heeft zo'n schip afgebeeld in een serie tekeningen die in 1791 werd uitgegeven.

## Kenmerken
De schokker is vooral herkenbaar aan zijn voorsteven. Deze is bijna helemaal recht en flink vallend. Hij is gebouwd voor open water, wat is te zien aan de smalle, diep stekende zwaarden. Hij heeft een smal lancetvormig vlak dat vrij zwaar is uitgevoerd en met zware liggers aan elkaar is gehecht. Hierdoor heeft hij een laag zwaartepunt, is bestand tegen het stoten op de ondiepe bodem van de oostwal van de Zuiderzee en kon ook droogvallen op de platen van de wadden en de noordelijke Zuiderzee.
Het vlak is voor en achter de grootste breedte (op 1/3 van de voorsteven) opgeheven. Op dit laagste punt bevindt zich ook de mastkoker. Hierdoor is de schokker een stabiel schip met goede zeileigenschappen. Een ander kenmerk is het boeisel dat aan de voorzijde breed is, en met een neerwaartse ronding tegen de steven sluit, en achter het zwaard een gilling heeft (een neerwaartse accoladevorm). Verder heeft de schokker een aangehangen roer met een ronde kop ('klik').
Een bons is een kleine schokker, maar met enkele verschillen, waaronder het roer, dat meer lijkt op dat van een botter. Ook het voorschip van een bons maakt een bredere indruk dan dat van de schokker. Tot slot zitten de zwaarden, die bij de schokker zijn bevestigd aan de zeilbalk, bij de bons vaak aan zware kniespanten achter de plecht.

## Gebruik
De schokker werd gebruikt als vissersschip op de Zuiderzee en de Noordzee, als loodsschokker en tonnenlegger en eind 19e eeuw ook bij de ankerkuilvisserij op de grote rivieren. 
Door het succes van de ankerkuilvisserij steeg de vraag naar geschikte schepen. Niet meer voor de zware omstandigheden van de zeevisserij geschikte oudere schokkers werden veel verkocht aan riviervissers, en op de benedenloop van de grote rivieren gebruikt voor de ankerkuilvisserij. Maar ook tweedehands botters, blazers, tjalken, aken e.d. werden geschikt gemaakt voor deze visserij. Dit was zo gewoon dat de vissers en baggeraars van die rivieren iedere vissersboot die hiervoor werd gebruikt een schokker noemden. Oudere vissers van die streken doen dat nog steeds.
De Duitse aalschokkers ontleenden hun naam aan de soort waarop werd gevist. De Waalschokker kwam voor van Moerdijk tot Maastricht.
De marine heeft voor de Eerste Wereldoorlog vier rondspantschokkers gebouwd als om mijnentransportschepen ofwel torpedistenschokkers in de Zeeuwse wateren te gebruiken. Alle vier de schokkers zijn behouden gebleven, drie ervan zijn nog in de vaart als charterschip, MD-3 of Grijze Zeehond (1882), de KL26 of 'de Klundert' (1885) en de Witte Olifant (1906). Tegenwoordig wordt de schokker veel gebruikt als recreatieschip. Voor dit doel wordt hij nog steeds gebouwd van de meest uiteenlopende materialen, van traditioneel eiken tot polyester maar toch hoofdzakelijk van staal.